# Gizur (gauta)
Gizur (nórdico antiguo: Gizurr Grýtingaliði) fue un caudillo vikingo y rey de los gautas en Suecia. Aparece como personaje principal de Hlöðskviða (“la batalla de los godos y los hunos”), poema incluido en la saga Hervarar y ediciones de Edda poética. Gizur era padre adoptivo de Heidrek, autor del golpe de Estado en Reidgotaland, tierra de los godos (ver Oium y cultura de Chernyakhov).

Ár kváðu Humla
Húnum ráða,
Gizur Gautum,
Gotum Angantý...
En los viejos tiempos, dijeron a Humli
Gobernó a los hunos,
Gizur de los gautas,
de los godos de Angantyr...

A la muerte de Heidrek, Gizur llegó a la capital de los godos en Arheimar en la ribera del río Dniéper (Danpar) para rendir tributo a su fallecido hijo adoptivo. El hijo de Heidrek, Angantyr, nuevo rey de los godos, preparó un gran banquete en honor de Gizur. Heidrek declaró ilegítimo a su hijo Hlöd, que había crecido entre los hunos, y desde entonces reclamaba su parte de la herencia. Angantyr ofreció muchas riquezas y un tercio del territorio godo, pero antes de que Hlöd pudiera responder a la oferta, Gizur recordó a Angantyr que Hlöd era solo un hijo bastardo y que no merecía tantas riquezas.
En consecuencia, la negativa provocó la invasión de la horda de los hunos (aproximadamente 350.000 efectivos), y las perspectivas se presentaban en contra. Gizur apoyo a Angantyr con sus guerreros y  Hlöd se burló de Gizur apodándole Grýtingaliði, un guerrero ostrogodo (Greutungi), y "hombre de Angantyr":

Taki þér Gizur
Grýtingalinða,
mann Angantýs,
kominn af Árheimum.
Te has equiparado Gizur
como guerrero ostrogodo,
hombre de Anganty,
llegado desde Arheimar.